# Skirgaila
Skirgaila (latinsko Schirgalo, belorusko Скіргайла, Skirgajla, poljsko Skirgiełło, v Kijevu znan tudi kot Ivan, krščen 1383/1384 kot Kazimir) je bil v letih 1386 do 1392 regent Velike litovske kneževine za svojega brata Jogaila, * okoli 1353/1354, † 11. januar 1397.
Bil je sin velikega litovskega vojvode Algirdasa in njegove druge žene Uljane Tverske. 

## Življenje
Po Algirdasovi smrti leta 1377 je Jogaila postal veliki litovski knez. Dinastične spore, 
ki so kmalu zatem izbruhnili med njim, njegovim stricem Kęstutisom in  bratrancem Vitoldom, je v veliki meri navdihnil Skirgaila. Znana so njegova potovanja k Tevtonskim vitezom  leta 1379, samo leto pred sklenitvijo kontroverznega sporazuma  v Dovydiškėsu. Skirgaila je bil glavni podpornik svojega brata Jogaile in mu je med litovsko državljansko vojno (1381–1384) pomagal zapreti Kęstutisa iv Vitolda v grad Kreva. Nekateri zgodovinarji domnevajo, da je bila Kęstutisova smrt po enem tednu zapora v resnici umor, ki ga je izvedel Skirgaila. Kot nagrado za dobro opravljeno delo je prejel vojvodino Trakaj.
Ko se je Jogaila pripravljal na sklenitev Krevske unije, je Skirgaila aktivno sodeloval v pogajanjih in celo vodil diplomatsko misijo na Poljskem. Pogajanja so uspela in Jogaila se je poročil z Jadwigo Poljsko in bil leta 1386 okronan za poljskega kralja Vladislava II. Skirgailo je 13. marca 1386 ne samo v svojem imenu, ampak tudi v kraljičinem in imenu poljske krone imenoval za guvernerja Litve.
Kot vladar Litve se je moral Skirgaila soočiti s svojim najstarejšim bratom Andrejem, ki še vedno ni hotel sprejeti Jogaile kot velikega vojvode. Najprej je premagal Andrejevega zaveznika Svjatoslava II. Smolenskega v bitki pri reki Vihri 29. aprila 1386, v kateri je Svjatoslav izgubil življenje. Svjatoslavov sin Jurij Smolenski je bil prisiljen v zameno za knežji prestol sprejeti litovsko vrhovno oblast. 
Skirgaila je zatem napadel Polock. Njegov prvi pohod jeseni 1386 ni bil uspešen, marca naslednje leto pa je ujel kneza Andreja, njegov sin Simeon pa je v bitki padel. Naslednji mesec je bil imenovan za vojvodo Polocka in ponovno obljubil zvestobo bratu Jogaili, kraljici Jadwigi in poljski kroni. Obljubil je tudi vrnitev svojih posesti, če bi umrl brez dedičev. Skirgaila je zdaj v Jogailove imenu neposredno vladal velikemu delu Litve, vključno z vojvodino Vilno. 20. februarja 1387 ga je Jogaila povzdignil nad druge litovske kneze in razširil njegovo oblast na rusinske dežele.
Leta 1389 je začel novo državljansko vojno, a je moral po neuspešnem napadu na Vilno poiskati pomoč pri tevtonskih vitezih. Leta 1392 sta Jogaila in Vitold podpisala Ostrówski sorazum, s katerim je regent Velike litovske kneževine postal Vitold. Vojvodina Trakaj je bila vrnjena Vitoldu kot njegova dedna last.
Skirgaila je za kompenzacijo leta 1395 dobil del Volinije in Kijev, kjer je v nepojasjenih okoliščinah umrl. Pokopan je bil v Kijevsko-Pečerski lavri.

## Vira
- Frost, Robert (2015). The Oxford History of Poland-Lithuania. The Making of the Polish-Lithuanian Union, 1385—1569. Oxford. ISBN 978-0-19-820869-3.
- Vytautas Spečiūnas, ur. (2004). "Skirgaila". Lietuvos valdovai (XIII-XVIII a.): enciklopedinis žinynas (litovsko). Vilnius: Mokslo ir enciklopedijų leidybos institutas. str. 54. ISBN 5-420-01535-8.

| Skirgaila GediminovičiRojen: 1354 Umrl: 1397 |                                                    |                              |
| Predhodnik: Kęstutis                         | Veliki litovski knez kot Jogailov regent 1386–1392 | Naslednik: Vitold            |
| Predhodnik: Kęstutis                         | Vojvoda Trakaja 1382–1392                          | Naslednik: Vitold            |
| Predhodnik: Andrej Algirdatis                | Vojvoda Polocka 1387–1397                          | Naslednik: Andrej Algirdatis |
| Predhodnik: Vladimir Olgerdovič              | Knez Kijeva 1395–1397                              | Naslednik: Ivan Olšanski     |